# Каспар Нотхафт фон Вернберг
Каспар Нотхафт фон Вернберг (на немски: Kaspar Nothafft von Wernberg; * ок. 1450; † 1520) от баварския древен благороднически род Нотхафт е благородник от Вернберг и рицар. Неговата резиденция е замък Вернберг в Горен Пфалц.
Той е син на Хайнрих VII Нотхафт фон Вернберг († 1486) и втората му съпруга Барбара фон Рорбах. Внук е на Хайнрих III Нотхафт фон Вернберг († 1471, Щраубинг) и първата му съпруга Маргарета фон Ортенберг. Правнук е на Хайнрих Нотхафт фон Вернберг († 1440), кмет в Регенсбург, и Агнес фон Гумпенберг († 1421).
Каспар е в двора на баварския херцог Албрехт IV 'Мъдрия'. Той и братовчед му Георг Нотхафт участват за Албрехт в Ландсхутската война за наследство (1504 – 1505). Каспар е направен рицар от император Максимилиан I на края на войната. Той е управител на различни места. След смъртта му, вдовицата му Барбара фон Валдбург става дворцова майстерин в двора на маркграфиня Мария Якобея фон Баден, съпругата на херцог Вилхелм IV от Бавария.
Каспар умира през 1520 г. на ок. 70 години. През 1638 г. имперският дворцов съветник Йохан Хайнрих Нотхафт фон Вернберг (1604 – 1665) е издигнат от император Фердинанд III на наследствен имперски граф, с неговия внук Йохан Хайнрих Франц Емануел родът измира през 1734 г.

## Фамилия
Kаспар Нотхафт фон Вернберг се жени 1479 г. за Трушсес Барбара фон Валдбург (* 1469; † 1531), дъщеря на Йохан I Стари фон Валдбург-Траухбург (1438 – 1507), фогт в Горна Швабия, и графиня Анна фон Йотинген (1450 – 1517), дъщеря на Вилхелм I фон Йотинген († 1467) и Беатрикс дела Скала († 1486). Те имат децата:
- Схоластика Нотхафт фон Вернберг (* 28 март 1509; † 24 януари 1589), омъжена на 1 януари 1528 г. за фрайхер Кристоф I фон Шварценберг (* 28 юли 1488; † 9 януари 1538)
- Отилия, омъжена за Андреас фон Пухберг
- Георг
- Маргарета (* 1501; † 26 ноември 1544), омъжена за Арнолд фон Зекендорф Абердар (* 1498; † 22 февруари/28 април 1564)
- Кунигунда
- Кристоф Йоахим
- Оноферус.